# 亞洲大學 (韓國)
亚洲大学（：／）位于韩国京畿道水原市，离首尔20公里。学校建于1973年，是一所私立综合大学。2018年，亚洲大学在QS世界大学排名位列第103位。